# 西の湖
西の湖（にしのこ）は、琵琶湖の東南岸、滋賀県近江八幡市にある湖。現存する琵琶湖の内湖では最大の面積である。2006年11月1日に鳥獣保護区に指定され、2008年10月30日には琵琶湖のラムサール条約湿地登録エリアに追加された。

## 地理
西の湖は大中之湖干拓地が造成された際に、水域として残った部分である。流入河川は安土川、山本川、蛇砂川および黒橋川で、長命寺川を介して琵琶湖に注ぐ。大中之湖干拓前は周辺の多くの内湖が存在したが、現在ではいずれも姿を消している。60年ほど前までは琵琶湖の一部に位置した。

## 水質
西の湖では昭和50年代からプランクトンの異常発生といった水質悪化が見られた。そのため滋賀県は継続的に水質調査を行っている。

## 文化
琵琶湖周辺では江戸時代からヨシの生産が行われてきた。しかし滋賀県内で現在も生業として続くのは西の湖周辺のみである。職人の手作業により簾などの生活用品やヨシ笛などの工芸品へと加工される。また、西の湖がある近江八幡市で行われる左義長まつりでは古来より西の湖のヨシが松明として使用される。12月〜3月の間にヨシ刈りが行われ、3月〜4月の間にヨシ焼きが行われる。
周辺を石垣で囲まれた島状の土地で稲作が行われている地域がある。干拓前は同様の水田が7つほどあったが現在は権座と呼ばれる地域しか残っていない。広さは2.5ヘクタールほどで、舟を用いて農作業が行われている。かつては食用米が作られていたが、現在は酒米が作られている。
2024年8月から10月に実施された宅地開発のための発掘調査で、安土城と同時期に作られた石垣が湖岸で発見された。城下町のための設備と考えられている。

## 観光・アクセス
安土駅から徒歩15分。自動車では竜王インターチェンジから約30分、彦根インターチェンジからは約40分。
旧安土町の水郷地帯を含めて水上から巡る遊覧船が運航されている。